# Łeonid Łytwynenko
Łeonid Dmytrowycz Łytwynenko (ukr. Леонід Дмитрович Литвиненко; ur. 28 stycznia 1949 w Smile na Ukrainie) – radziecki lekkoatleta, dziesięcioboista. 
Srebrny medalista olimpijski z Monachium. Brał udział także w kolejnych igrzyskach, gdzie zajął siódme miejsce. 
Złoty medalista europejskich igrzysk juniorów (1968). W 1970 został mistrzem Związku Radzieckiego w dziesięcioboju, rok później wygrał Spartakadę. Trzykrotnie startował na mistrzostwach Europy – najlepsze miejsce (czwarte) zajął w 1974. W 1975 zwyciężył (zarówno indywidualnie, jak i drużynowo) w pucharze Europy w wielobojach.
W 1972 odznaczony Orderem „Znak Honoru”.

## Rekordy życiowe
- Dziesięciobój – 8141 pkt. (1976)